# Джаггар, Томас
Томас Август Джаггар (англ. Thomas Augustus Jaggar; 24 января 1871, Филадельфия, штат Пенсильвания, США — 17 января 1953, Гонолулу, Гавайи) — американский геолог и вулканолог. Основатель и первый директор Гавайской вулканологической обсерватории (1912), доктор геологии (1897), член Американской академии искусств и наук (1902).

## Биография
Родился в семье епископа.

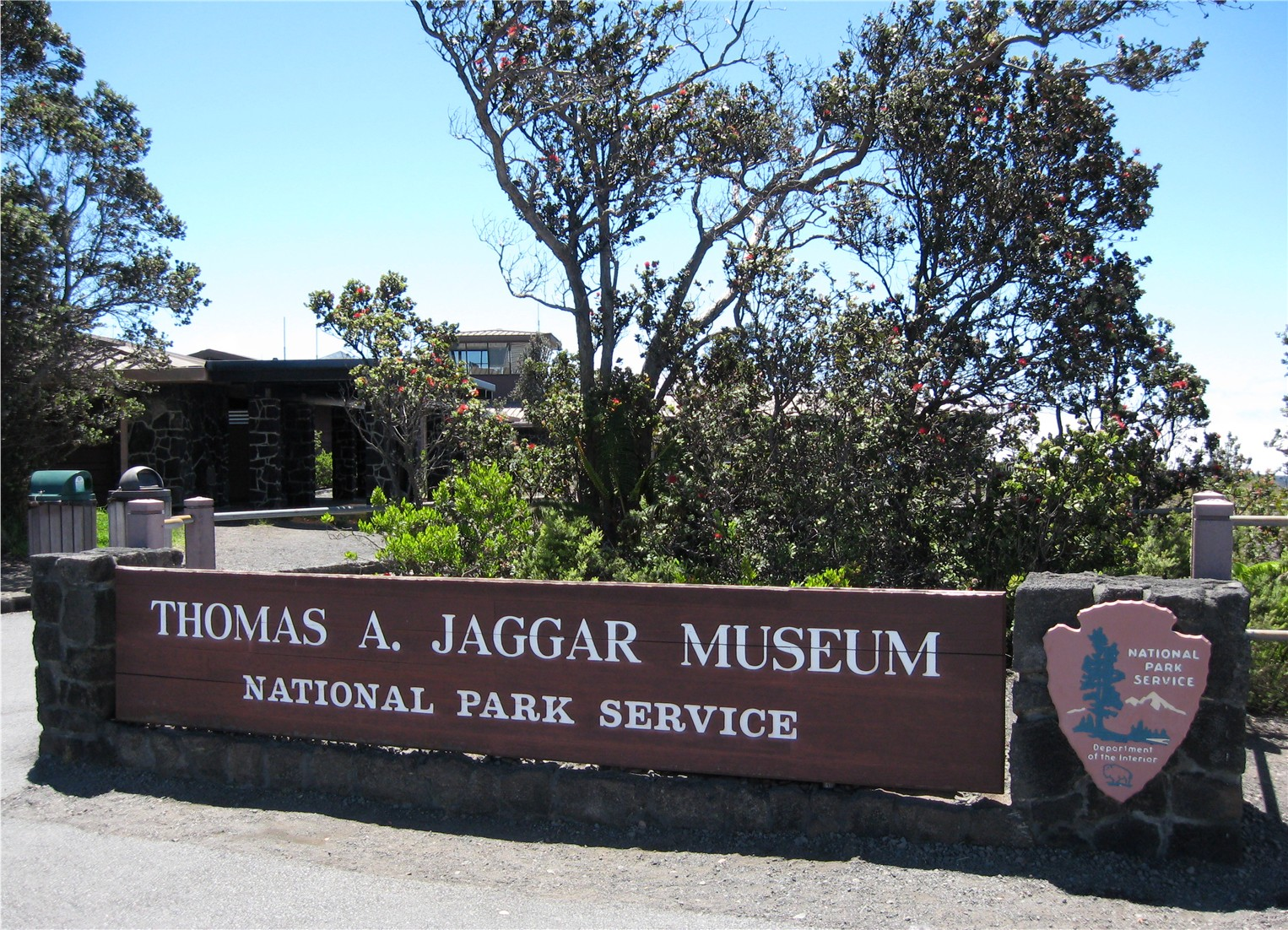
Музей Томаса А. Джаггара на Гавайях

Докторскую степень в области геологии получил в 1897 в Гарвардском университете.
Следующие несколько лет он провёл в качестве ученого-экспериментатора в разных лабораториях.
Томас Джаггар был глубоко убеждён, в том, что экспериментирование является ключом к пониманию наук о Земле.
Для того, чтобы понять процессы эрозии, Т. Джаггар, например, построил ёмкости, наполненные водой, песком и гравием, плавил речные камни в печах для изучения возникновения и поведения магмы, силикатного, раскаленного, жидкого расплава, возникающего в земной коре или в верхней мантии Земли.
В 1902 году был одним из учёных США, исследовавших вулканические катаклизмы на Суфриер и Монтань-Пеле. При содействии ВМС США и Национального географического общества, Джаггар высадился на берег Мартиники уже на 13 дней после ужасной катастрофы (при извержении вулкана погибло около 28 тыс. человек).
В 1906 году стал заведующим геологического факультета Массачусетского технологического института. Следующие 10 лет провёл в экспедициях к местам больших землетрясений и извержений вулканов в Италии, на Алеутских островах, в Центральной Америке и Японии.
В 1908 году после землетрясения у горы Этна в Италии, при котором погибли около 125 000 человек, Джаггар заявил, о острой необходимости проведения систематических и оперативных исследований вулканической и сейсмической активности.
В 1912 году создал на Гавайях вулканологическую обсерваторию и руководил ею до 1940 года. Т. Джаггар построил обсерваторию на краю кальдеры вулкана Килауэа. С тех пор там ведётся постоянное наблюдение гавайских вулканов.

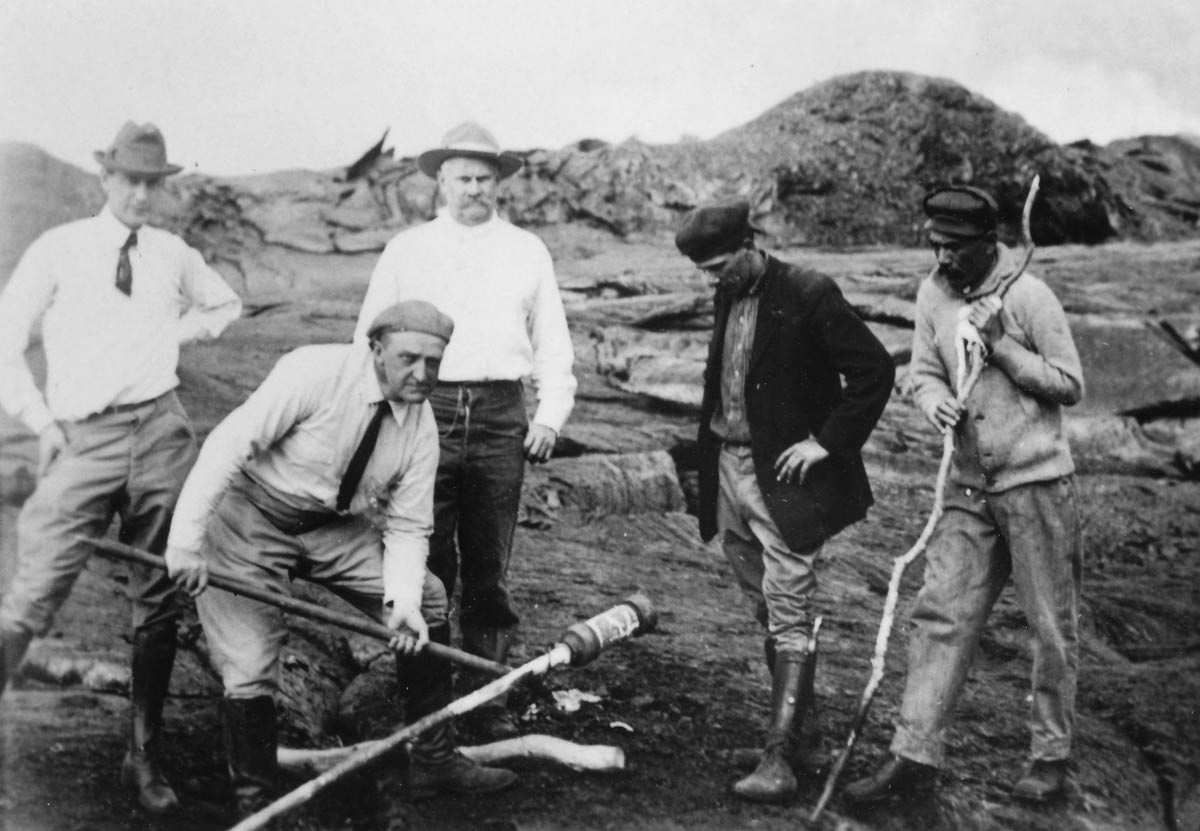
Т. Джаггар (второй) в 1917 году.

В 1917 году изучал Аа-лаву, характерный для Гавайских островов лавовый поток.
в 1935 году Т. Джаггар участвовал в операции по защите гавайского города Хило от потоков лавы от извержения вулкана Мауна-Лоа. По мере того как лава все ближе подходила к городу, он предложил бомбить лавовые трубки, но лава остановилась сама.
В 1923 году Т. Джаггар, проживавший на Гавайских островах, сумел точно предсказать цунами. С помощью сейсмометра он зафиксировал землетрясение на Алеутских островах. Сейсмические волны преодолели 4 тысячи километров, разделяющих Гавайские и Алеутские острова, примерно за семь минут. По расчетам Джаггара, морская волна должна была преодолеть это расстояние за семь часов.
Ученый предупредил об опасности дирекцию порта в ближайшем городе Хило, но к его словам отнеслись как к чудачеству. В результате бо́льшая часть флота, стоявшая на рейде, и прибрежные дома были уничтожены волной. Это самым худшим образом подтвердило связь между землетрясением и цунами. Подобная методика поныне используется для прогнозирования цунами.
В 1949 году Т. Джаггар описал процесс паро-доменных фреатических извержений.
Доктор Томас Джаггар в «Бюллетене Американского сейсмологического общества» опубликовал рекомендации для всех, кто проживает в сейсмически опасных районах.

## Интересные факты
В 1927 году в приложении «Вокруг Света» № 3 к журналу «Всемирный Следопыт» вышла статья о Джаггаре (Яггаре) «Учёный в кратере вулкана», где рассказывается история о том, как учёный серьёзно пострадал во время ночёвки в палатке на краю вулкана Килауэа.